# Недаковац
Недаковац (алб. Nedakoc) је насеље у општини Вучитрн на Косову и Метохији. Према попису становништва на Косову 2011. године, село је имало 268 становника..

## Географија
Село је у равници на десној обали Ситнице, око 3 км југоисточно од Вучитрна. Збијеног је типа. На махале се не дели.

## Историја
У Недаковцу су до ослобођења Топлице живели само Срби. Кад су тада из Топлице дошли мухаџири, Срби из Недаковца замене своју земљу са њиховом у Сварчу и одселе се тамо (у Топлицу). Било их је пет кућа. Своје гробље нису имали већ су се укопавали на гробљу у суседном селу Пестово, удаљеног 1,5 км.

## Порекло становништва по родовима
Породице које су живеле у село Недаковац:
Арбанашки родови
- Сварчали (5 к.), од фиса Сопа, братства Маврића. Доселили се 1878. као мухаџири из Сварча у Топлици на замењено имање са затеченим Србима.
- Меровц (1 к.), од фиса Хота. Као мухаџир је из Меровца у Топлици прво живео у Ропици, одакле је 1923. дошао на куповицу.
- Губетин (1 к.), од фиса Гаша. Као мухаџир је из Губетина у Топлици живео у Букошу, одакле се преселио 1925. на куповицу.
- Ковач (1 к.), од фиса Гаша. Преселио се 1930. из истоименог рода у Невољане за чифчију у Србина Арсе Ћамиловића из Недаковца.
- Маљок (1 к.), од фиса Краснића. Доселио се 1931. 1п пглоименог рода у Самодрежи на куповицу.

Српски родови
- Елезовићи (1 к.). Пресељени 1914. из Вучитрна. Пореклом су из Боке.
- Ћамиловићи (1 к.). Пресељен 1914. из Вучитрна. Пореклом су из Трепче.
- Торбица (1 к.) 1922. из Вагана Осредачког (Д. Лапац, Хрватска).
- Грубишић (1 к.) 1922. из В. Попине (Грачац, Лика).
- Будимир (2 к.) 1923. из Надврела (Грачац).
- Драгишић (1 к.) из Жујиног Поља (Грачац).
- Мркић (3 к.) 1922. из Церовца (Грачац).
- Врзић (1 к.) 1923. из Мелнице (Оточац, Лика).
- Павловић (1 к.) из Крушевце (Требиње, Херцеговина). Сем Мркића који су досељени као колонисти сви су други српски родови досељени на купљена имања од исељених Арбанаса.

## Демографија
| Демографија | Демографија | Демографија |
| Година      | Становника  | Становника  |
| ----------- | ----------- | ----------- |
| 1948.       | 225         |             |
| 1953.       | 242         |             |
| 1961.       | 250         |             |
| 1971.       | 333         |             |
| 1981.       | 443         |             |
| 1991.       | 551         |             |
| 2011.       | 268         |             |

### Становништво по националности
| Националност | Број | %     |
| Албанци      | 267  | 99.63 |
| Бошњаци      | 1    | 0.37. |

У 2011. години, Албанци су чинили 99,63% становништва.
1966 године Срби су чинили 90% становништва.